# Reihenfolge
Eine Reihenfolge mehrerer Gegenstände wird bestimmt durch eine räumliche, zeitliche oder gedankliche, lineare Aufreihung derselben und eine ausgewiesene Richtung, z. B. durch Angabe von Vorgänger und Nachfolger. Es handelt sich um ein eindimensionales Konzept, also entsprechend einer Liste, nicht einer Tabelle. Die Reihenfolge definiert eine strenge Totalordnung auf der Menge der Objekte. Je nach Zusammenhang geht es um endlich viele Objekte, die ein oder mehrere Male durchlaufen werden können, oder unendliche Anzahlen, die ein erstes Element besitzen (natürliche Zahlen bzw. Folgen) oder auch nicht (ganze Zahlen). Andererseits sind die reellen Zahlen ein Beispiel für eine Menge, die sich dem Konzept einer Reihenfolge entzieht, weil sie überabzählbar ist: Die reellen Zahlen lassen sich nicht auflisten (siehe Cantors zweites Diagonalargument).
Bei zeitlicher Ordnung und Handlungen, Ereignissen oder Schaltzuständen spricht man von einer Abfolge. Beinhaltet die Reihenfolge eine Wertung, so spricht man eher von einer Rangordnung oder einem Ranking.
Der Akt der Sortierung liefert eine neue Reihenfolge, Permutationen beschreiben wie man von einer Reihenfolge zu einer anderen gelangt. Die meisten Reihenfolgen werden chronologisch, alphabetisch oder durch Zählen definiert (siehe auch Zeitwahrnehmung).
Die Reihenfolge hat mit dem mathematischen Begriff der Reihe nichts zu tun.